# シュシェ (防護巡洋艦)
|          | |
| 艦歴     | |
| 発注     | トゥーロン造船所 |
| 起工     | 1887年10月 |
| 進水     | 1893年8月 |
| 就役     | 1894年6月 |
| 退役     | |
| その後   | |
| 除籍     | 1906年 |
| 前級     | ダヴー |
| 次級     | フォルバン級 |
| 性能諸元 | |
| 排水量   | 常備：3,362トン |
| 全長     | 97.0m -m(水線長) |
| 全幅     | 2.0m |
| 吃水     | 6.1m |
| 機関     | ベルヴィール式石炭専焼水管缶24基 +横置型三段膨張式四気筒レシプロ機関2基2軸推進 |
| 最大出力 | 9,500hp |
| 最大速力 | 20.4ノット |
| 航続距離 | -ノット/-海里（石炭：836トン） |
| 乗員     | 335名 |
| 兵装     | Model 1891 16cm（30口径）単装砲6基 Model 1893 10cm（30口径）単装速射砲12基 オチキス 4.7cm（43口径）単装機砲8基 オチキス 3.7cm（23口径）五連装機砲8基 35.3cm水上魚雷発射管単装6基 35.6cm同水中魚雷発射管1門 |
| 装甲     | 甲板：80m（水平面）、100mm（傾斜部） 司令塔：70mm（最厚部） |

シュシェ (protected Croiseur Suchet) はフランス海軍の防護巡洋艦。同型艦はない。

## 概要
本艦は艦体の前衛で使用される高速型巡洋艦として前型と同じくド・ビュシィの手により設計された。

## 艦形
船体形状は当時、フランス海軍が主力艦から軽艦艇に至るまで主に導入していたタンブル・ホーム型船体である。これは、水線部から上の構造を複雑な曲線を用いて引き絞り、船体重量を軽減できる船体方式で、他国では帝政ロシア海軍やドイツ海軍、アメリカ海軍の前弩級戦艦や巡洋艦にも採用された。
外見上の特徴として水線下部の艦首・艦尾は著しく突出し、かつ舷側甲板よりも水線部装甲の部分が突出すると言った特徴的な形状をしている。このため、水線下から甲板に上るに従って船体は引き絞られ甲板面積は小さくなっている。これは、備砲の射界を船体で狭められずに広い射界を得られることや、当時の装甲配置方式では船体の前後に満遍なく装甲を貼る「全体防御方式」のために船体が短くなればその分だけ装甲を貼る面積が減り、船体の軽量化が出来るという目的に採られた手法である。
本艦の船体形状は前級と同じく乾舷の高い艦首から低い艦尾までなだらかに傾斜する平甲板型船体である。水面部が突出した艦首から艦首甲板に16cm単装砲が防盾の付いた単装砲架で1基、司令塔の上に両脇に船橋（ブリッジ）を持つ操舵艦橋が設けられ、艦橋を基部として前部ミリタリー・マスト1本が立つ。
船体中央部には2本煙突が立ち、その周囲は煙管状の通風筒により艦内に換気した。舷側甲板上に艦載艇置き場となっており、艦載艇は2本1組のボート・ダビッドが片舷4組ずつ計8組により運用された。舷側には2か所に張り出しが設けられ16cm単装砲が1基ずつ配置された。後部甲板には後部ミリタリーマスト1本と16cm単装砲が後向きに1基である。

## 参考図書
- 「Conway All The World's Fightingships 1860-1905」（Conway）
- 「Conway All The World's Fightingships 1906-1922」（Conway）
- 「世界の艦船増刊第50集　フランス巡洋艦史」（海人社）